# 富士塚

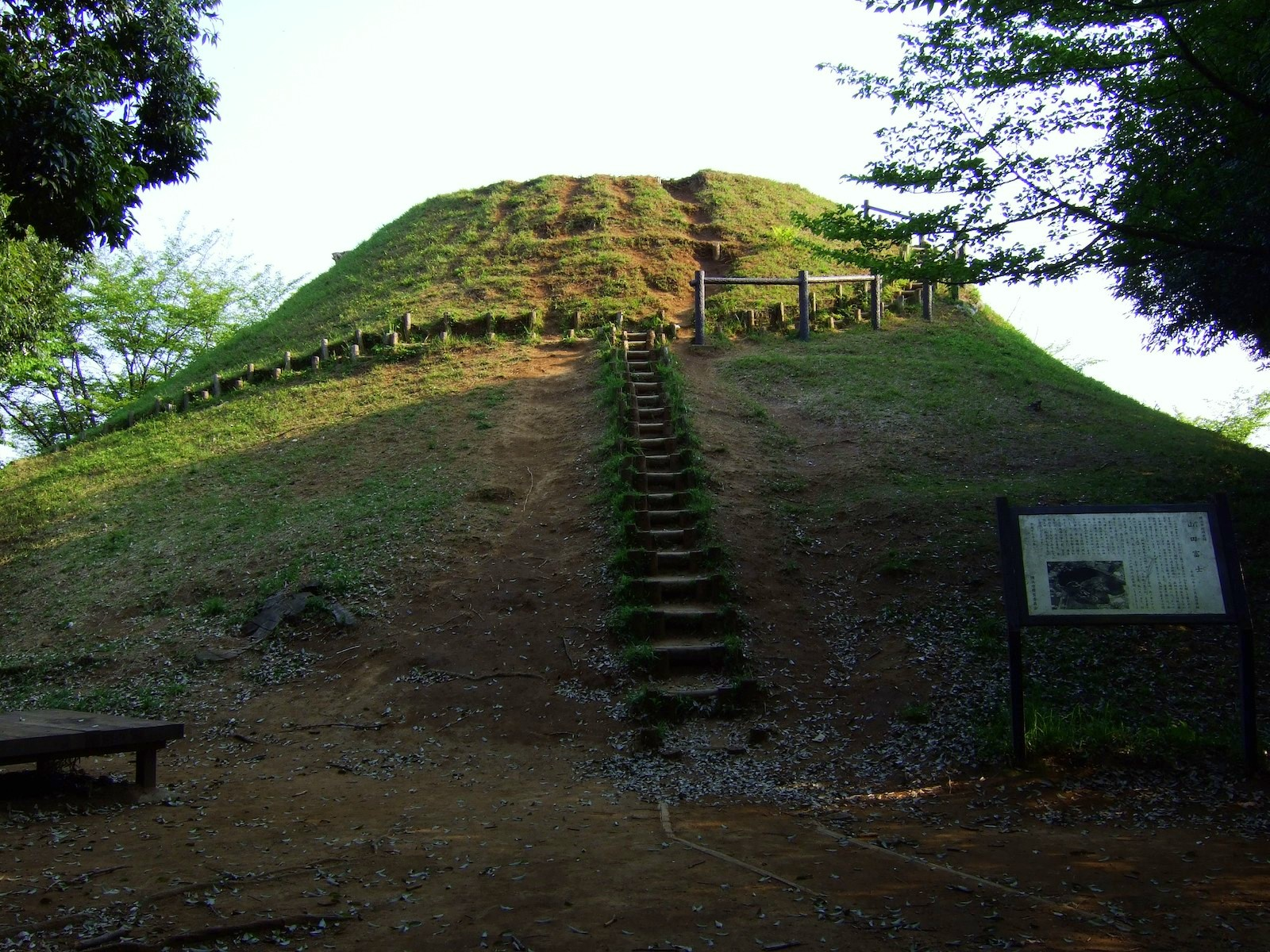
富士塚の現存例。神奈川県横浜市都筑区北山田の山田富士。

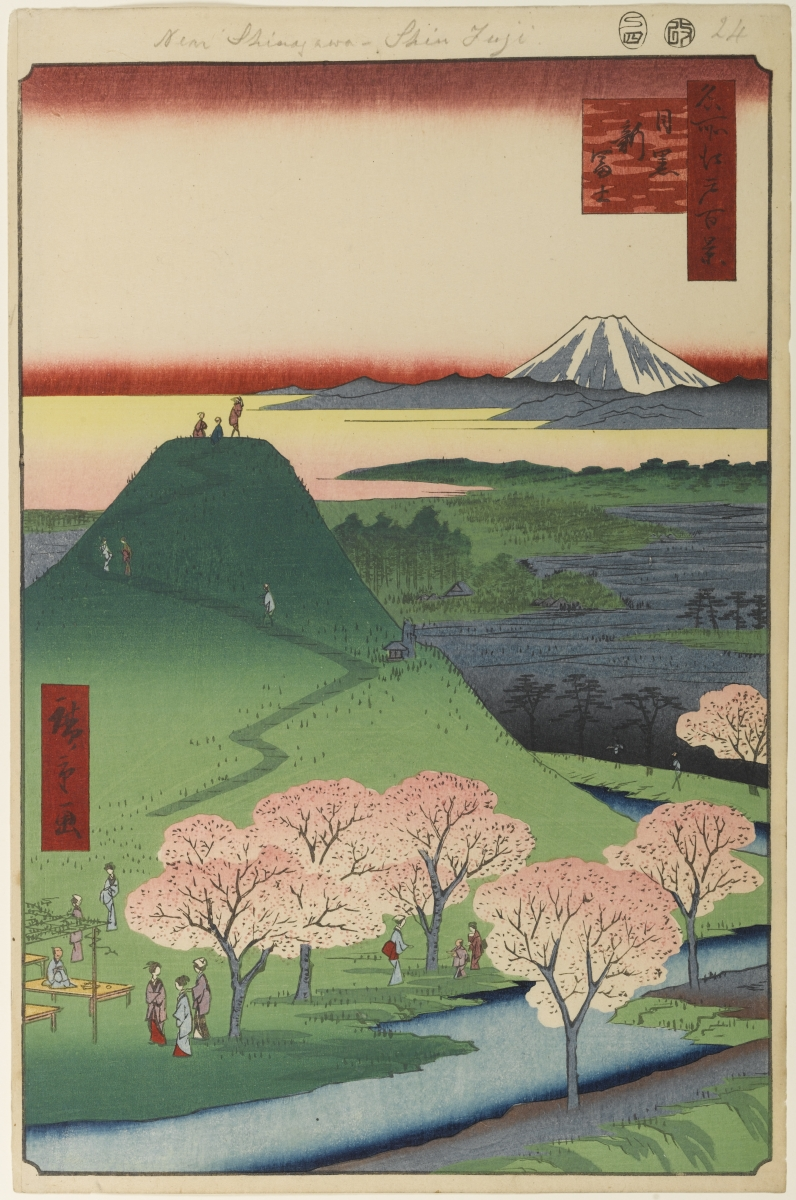
『名所江戸百景』に描かれた目黒富士（新富士）

富士塚（ふじづか）は、富士信仰に基づき、富士山に模して造営された人工の山や塚である。江戸時代には一般的に「お富士さん」などと呼ばれ、現代では「ミニチュア富士」（ミニ富士）などとも呼ばれている。由来には、富岳信仰に関連した「講」である富士講が関わっている場合が多い。

## 概要
富士塚の造営方法は基本的には通常の人造の山（築山）と同様であるが、中にはすでに存在する丘や古墳を転用して富士に見立てたものや、富士山の溶岩を積み上げたものもある（全てではなくとも、目立つところに設置したりなど）。富士信仰では自然の地形の山を富士山に見立てることも多いが、本項では前述の人工の山や塚あるいは丘や古墳を転用したものなど一般的な富士塚を主に扱う。なお、富士塚の名称としては後ろに富士を付して、「○○富士」のように呼ばれることがある（本項以下で述べる富士塚の例を参照）。
目黒富士（新富士）のように、実際の富士山麓にある溶岩洞（人穴など）を模した「胎内洞穴」が麓に造られた例もある。
浅間神社の境内にあり、また本物の富士山の山頂にある浅間神社奥宮に対応するように、こちらの山頂にも宮が設けられる。関東地方を中心に分布する。富士山の山開きの日（現在では7月1日）に富士講が富士塚に登山する習慣がある。基本的に富士塚の上から富士山をのぞむことができるように築造されるが、近年の家屋の高層化に伴い富士山を直接視認できるものはほとんどない。また近年では、劣化を防ぐためといった理由で、通常時は管理者（多くはその敷地を管理する神社）により立入禁止とされている富士塚も多いが、それらについては前述の富士山の山開きに合わせて6月末 - 7月初め、あるいは催事などの際に登ることができるものもある。登山道に見立てて付いている通路に沿って「一合目・二合目……」と、富士山に登る思い入れを込めて登れば、神々しく有難く、霊験あらたかであるともされており、富士信仰の文化が現在も脈々と受け継がれている。
現代に残る多くの富士塚の中でも江古田の富士塚（東京都練馬区小竹町の茅原浅間神社境内）、豊島長崎の富士塚（同豊島区高松の富士浅間神社境内）、下谷坂本の富士塚（同台東区下谷の小野照崎神社境内）、木曽呂の富士塚（埼玉県川口市東内野）、志木の田子山富士塚（埼玉県志木市本町敷島神社）が国の重要有形民俗文化財に指定されている（各富士塚の詳細は後節を参照）。
一方で後述の「消滅した富士塚」で挙げているものなど、信仰の変化や面積的な事情など要因はさまざまであろうが、痕跡をとどめるのみであったり、かつては著名であったが無くなってしまったというような事例もある。

## 歴史

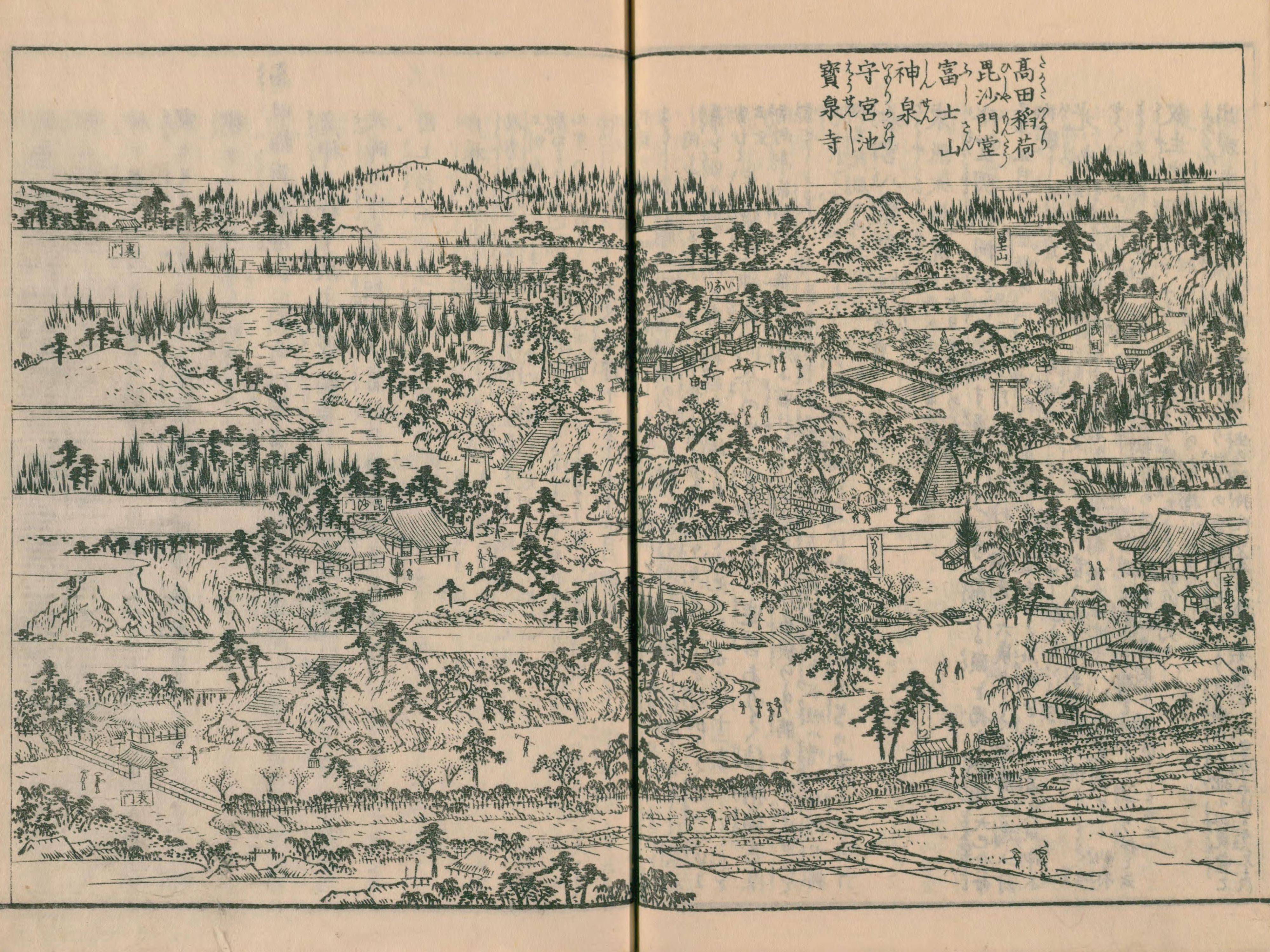
『江戸名所図会』に描かれている高田冨士

富士塚は、1780年（安永9年）に高田籐四郎（日行）が江戸の高田水稲荷の境内に建てたものが最古であるとされる。この富士塚は文化財となっており、富士講や富士信仰を知る上で重要な史蹟であったが、1964年（昭和39年）頃に早稲田大学のキャンパスを拡張（現在の早稲田大学9号館）する際に破壊され、近隣の水稲荷神社に移築されている（現在は富士講が行なわれる日にのみ入ることができる）。一方で、当時の場所に現存する富士塚としては東京都渋谷区千駄ヶ谷の鳩森八幡神社境内にある千駄ヶ谷富士（後述の江戸八富士の一つ）が都内最古のものとなっており、東京都の有形民俗文化財にも指定されている。
江戸時代の中期に富士信仰が盛んになると、江戸を中心に多くの富士講が生まれ、それに伴い富士塚も多数つくられ、現在東京都内には約50か所に存在するとされる。 当時は「江戸八百八町講中八万人」と言われ、江戸市中の有名な富士塚は特に「江戸八富士」と呼ばれた。また、各地に点在する富士塚は庶民から「お富士さん」などと呼ばれ親しまれていた。

## 主な富士塚
Category:富士塚も参照。

### 江戸七富士
現在でも江戸七富士と呼ばれる七つの富士塚があり、「江戸七富士巡り」が実施されている。
- 品川富士（品川神社境内）
- 千駄ヶ谷富士（鳩森八幡神社境内）
- 下谷坂本富士（小野照崎神社境内） - 重要有形民俗文化財「下谷坂本の富士塚」
- 江古田富士（茅原浅間神社境内） - 重要有形民俗文化財「江古田の富士塚」
- 十条富士（十条冨士神社境内）
- 音羽富士（護国寺境内）
- 高松富士（富士浅間神社境内） - 重要有形民俗文化財「豊島長崎の富士塚」

### 重要有形民俗文化財の富士塚
- 富士塚・小塚原富士（荒川区指定文化財）[16]
元治元年(1864年)、東京都荒川区南千住の素盞雄神社（境内）の起源となった旧郷社「飛鳥社小塚原天王宮(あすかのやしろ こつかはらてんのうぐう)」の「神影面瑞光荊石(しんえいめんずいこうけいせき)」のある小高い塚に、富士塚を築き浅間神社をお祀りしました。
- 木曽呂の富士塚
1800年（寛政12年）に、富士講の一派である「丸参講」によって現在の埼玉県川口市東内野に築造された。埼玉県内では最古の富士塚とされ、盛土による塚の頂上に「火口」がみられるほか、築造当時は胎内くぐりの穴もみられたという[6]。
- 志木の田子山富士塚
- 下谷坂本の富士塚
1828年（文政11年）に、富士講の一派である「入谷東（山東）講」によって現在の東京都台東区下谷に築造された。富士山の溶岩に覆われた塚の登山道に合目石がみられ、一合目の岩屋には役行者像、五合目には富士講の祖とされる角行の像を祀る石祠がみられる[5]。
- 江古田の富士塚
1839年（天保10年）に築造（一説では文化年間（1804年〜1818年）の築造ともされる）。富士山の溶岩に覆われた塚の頂上に唐破風屋根の石祠がみられるほか、経ケ嶽・太郎坊・小御嶽神社の石碑、大天狗・小天狗・神猿などの石像がみられる[3]。
- 豊島長崎の富士塚（高松富士）
1862年（文久2年）に、富士講の一派である「月三講」（椎名町元講）によって現在の東京都豊島区高松に築造された。富士山の溶岩に覆われた塚の頂上に石祠がみられるほか、多くの石碑や他の講碑がみられ、現在はその中に明治期以後の講碑もみられる[4]。
半世紀近く一般の登拝ができなかったが、2014年7月6日に山開きとなり、一般登拝が実施された（翌年以降も7月上旬頃に山開きを実施している）[17][18]。

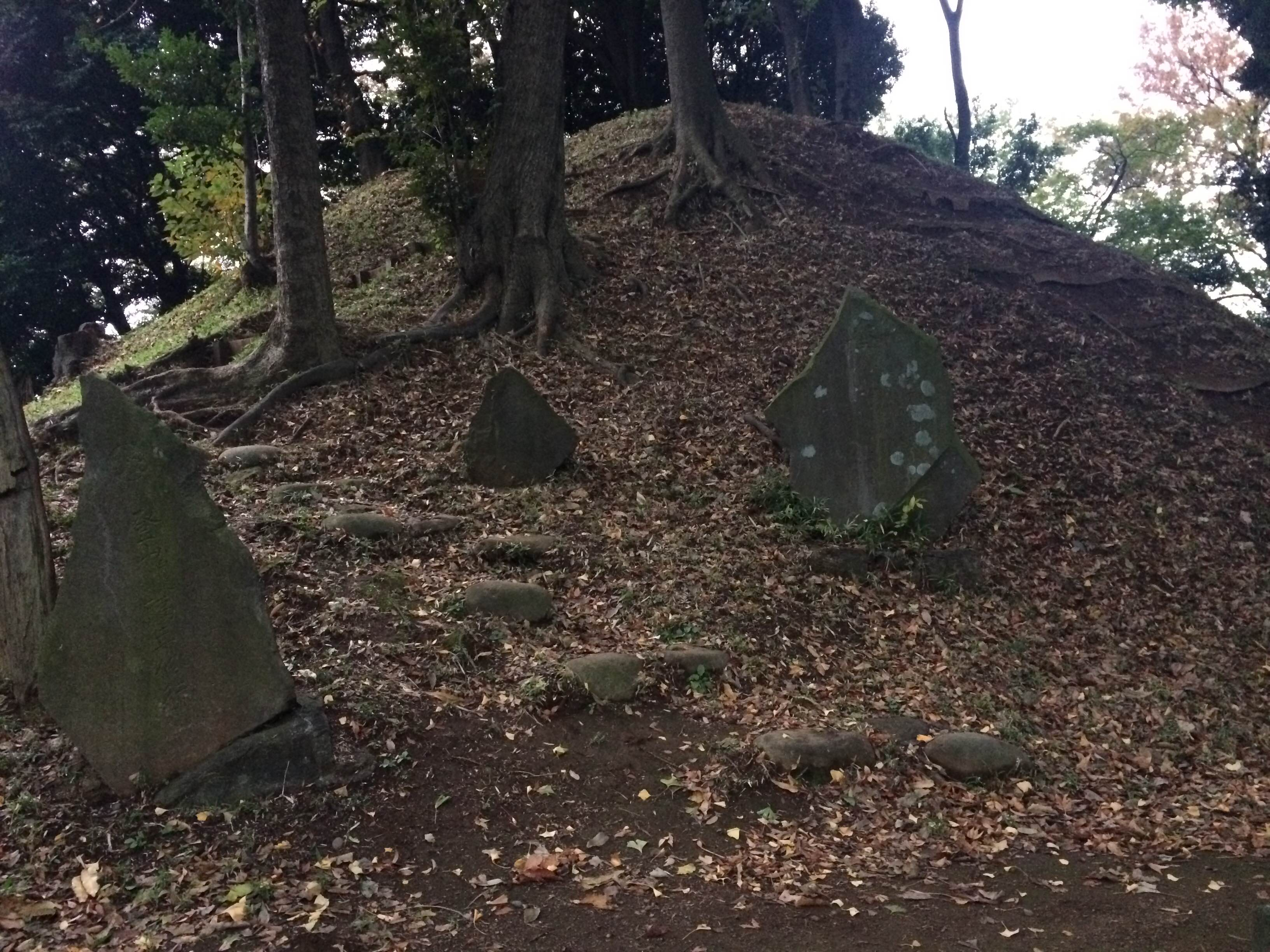
木曽呂の富士塚 （埼玉県川口市）
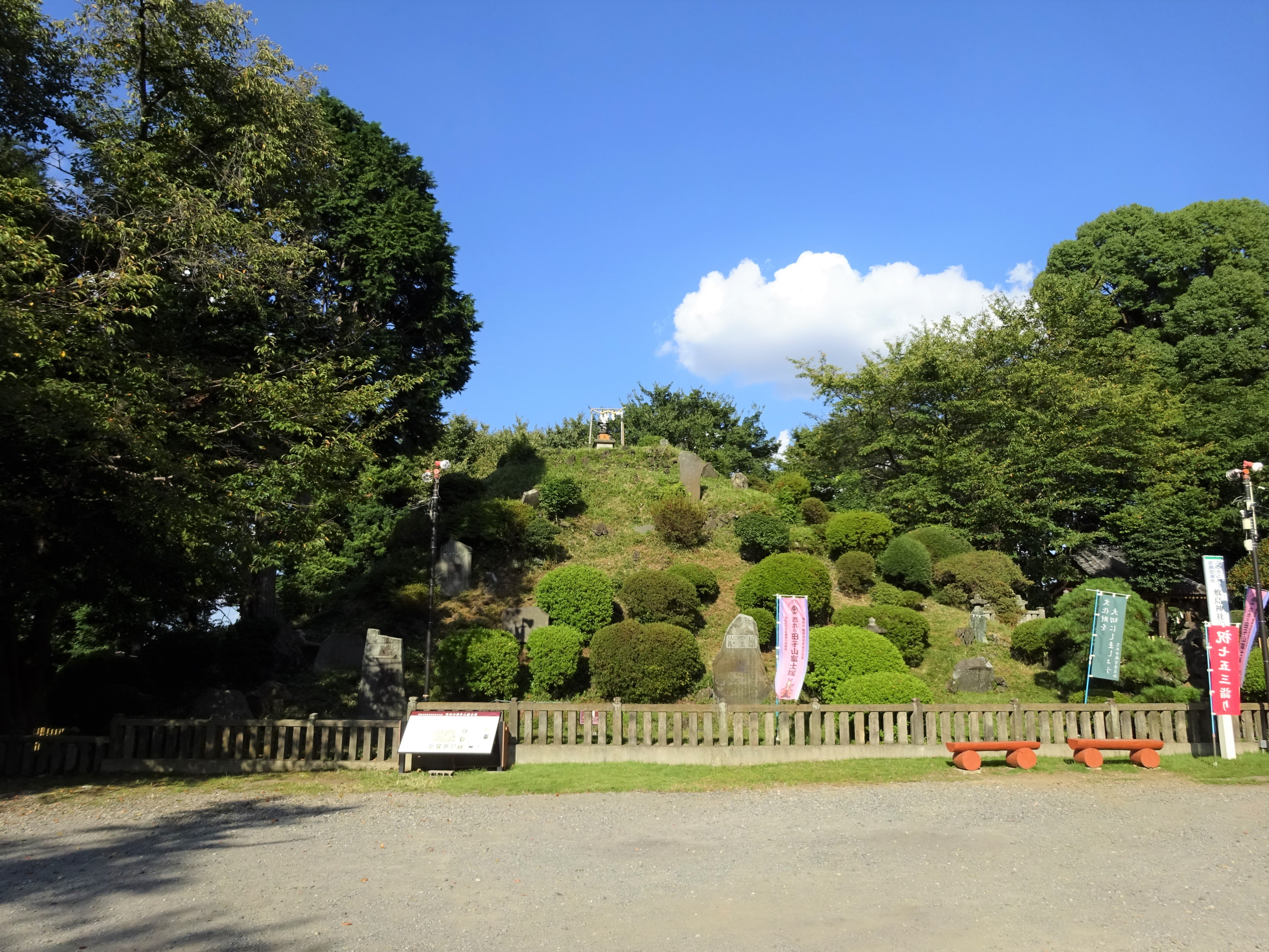
田子山富士塚 （埼玉県志木市）
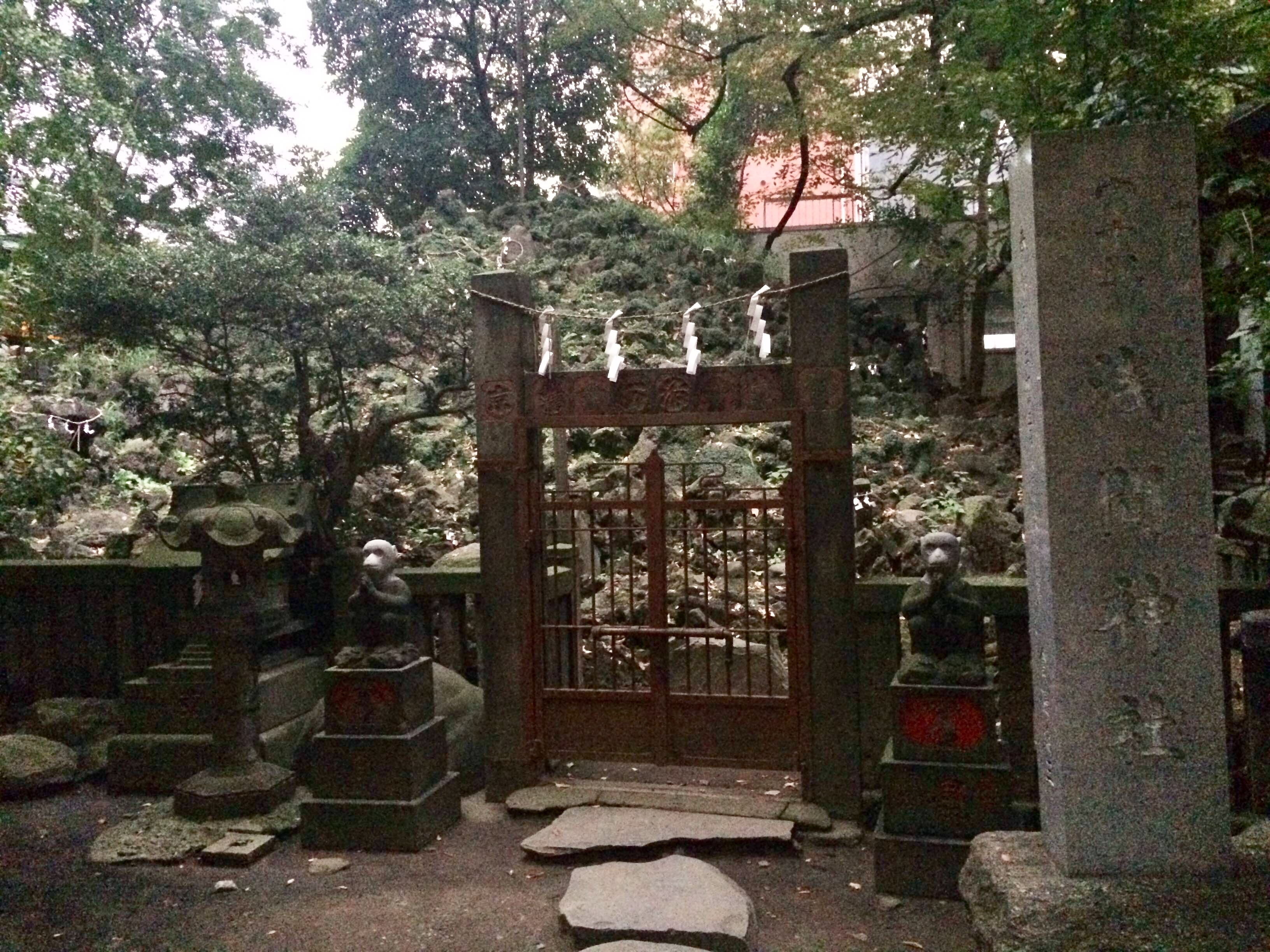
下谷坂本の富士塚 （東京都台東区・小野照崎神社境内）
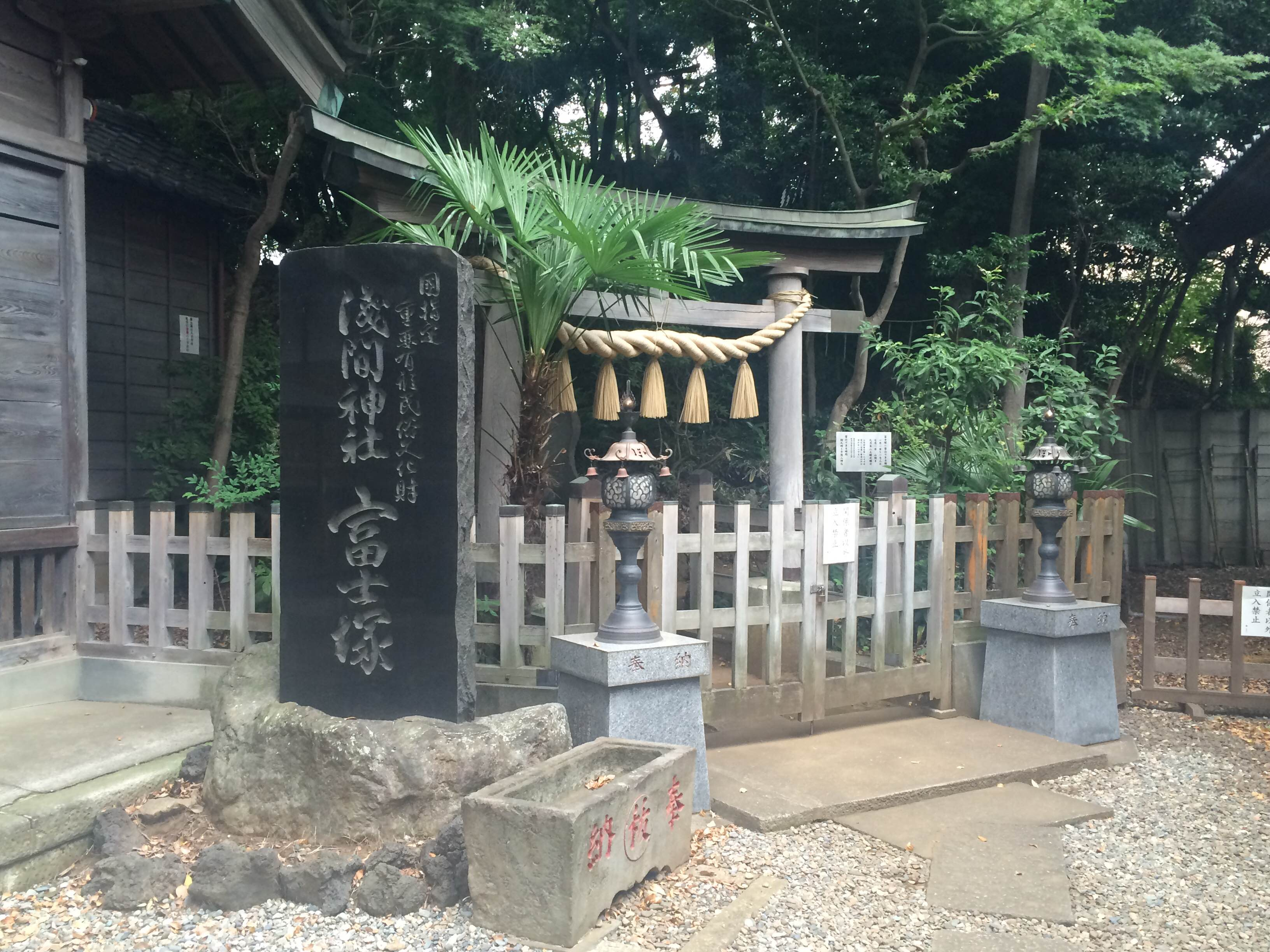
江古田の富士塚 （東京都練馬区・茅原浅間神社境内）
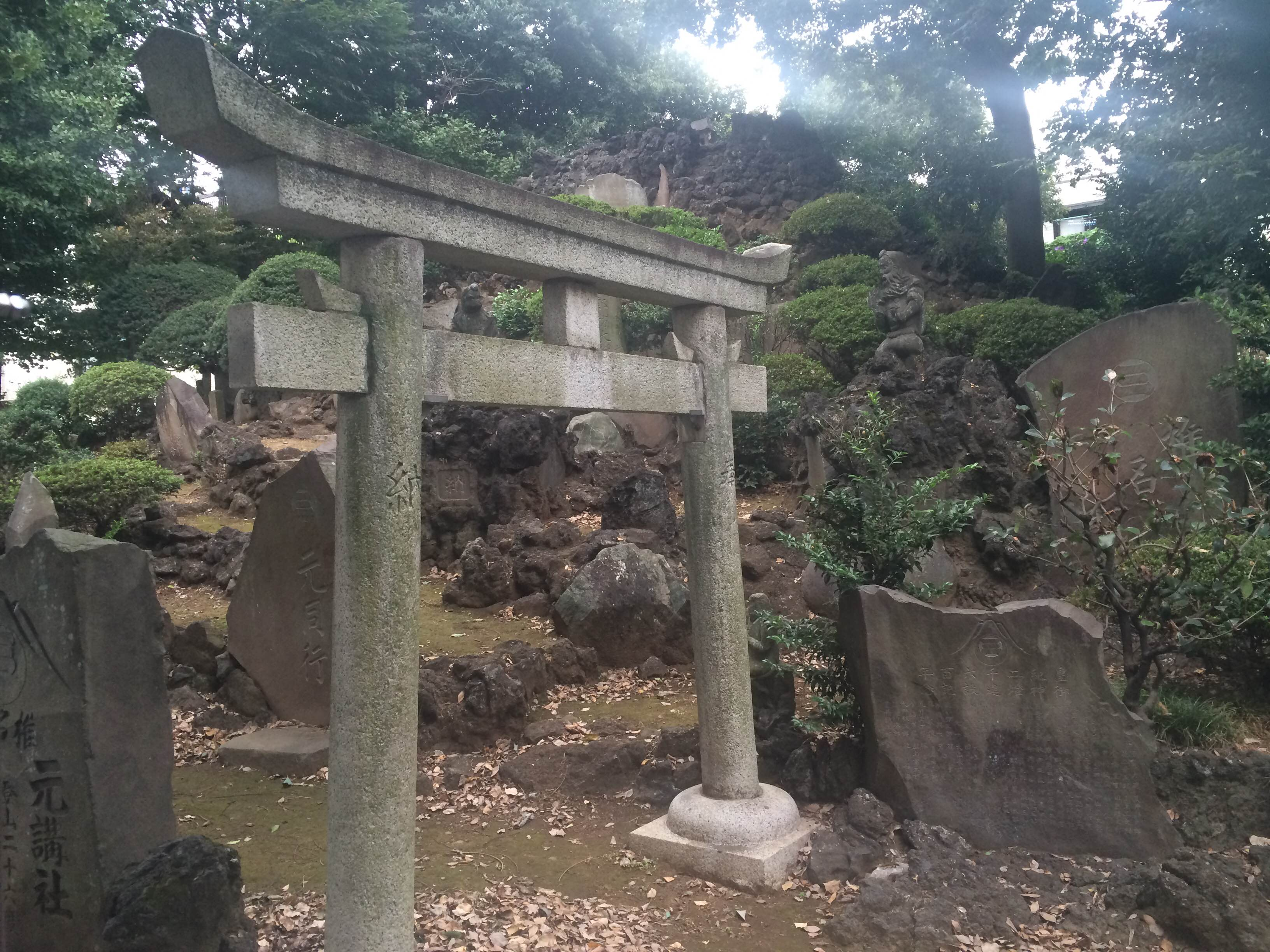
豊島長崎の富士塚 （東京都豊島区・富士浅間神社境内）

### 現在も残る他の富士塚
- 荒幡の富士：所沢市荒幡の富士塚。
- 寺分富士：鎌倉市寺分に残る。別名丸山。江戸時代に作られた模様。
- 千住富士：東京都足立区の千住神社の富士塚。江戸時代中期のもの。

#### 港北ニュータウンに残る富士塚
港北ニュータウンの開発に当たっては、地域住民の意向を踏まえて、富士塚が計画的に保存されている。通称「都筑三富士」。
- 川和富士: 横浜市都筑区川和町の富士塚。旧所在地から川和富士公園に移築されたもの。
- 池辺富士: 横浜市都筑区池辺町に残る。
- 山田富士:横浜市都筑区北山田に残る。一帯は山田富士公園として整備されている。

### 消滅した富士塚
- 磯部富士: 元禄年間、富山藩主前田正甫が富山城の西方（現在の富山市磯部町、鹿島町、鉄砲町、七軒町にまたがる一帯）に庭園の一部として富士山を造成。明治時代以降も、富山県護国神社の境内に含めて存続してきたが、1957年3月に除去されている[19]。
- 柳森神社の富士塚: 秋葉原の電気街から少し離れた、神田川の対岸にある神社で、入口から入って右手、コンクリート製の階段と手水舎に挟まれた敷地の角に、富士塚に使われていた岩や碑などが積み上げられている。他にも境内にある石を観察すると、富士塚由来と思われる火成岩が見つかる。
- 目黒富士（元富士・新富士）: 目黒区上目黒・中目黒にあった2基の富士塚[20]。元富士は1939年（昭和14年）、新富士は1959年（昭和34年）に破壊された。新富士跡地では、1991年（平成3年）に「胎内洞穴」が発見された[1]。
- 横浜市港北区の富士塚: 横浜市港北区富士塚2丁目19付近にあり標高40メートル。住宅地の開発で消滅したが町名に名残を残す。

## ギャラリー
前節で取り上げた重要有形民俗文化財の富士塚を除く、各地の富士塚のギャラリー（画像集）。

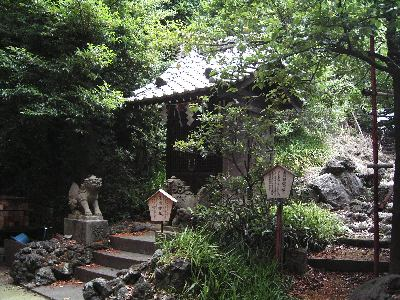
水稲荷神社の高田富士 江戸中最古の富士塚を移築している
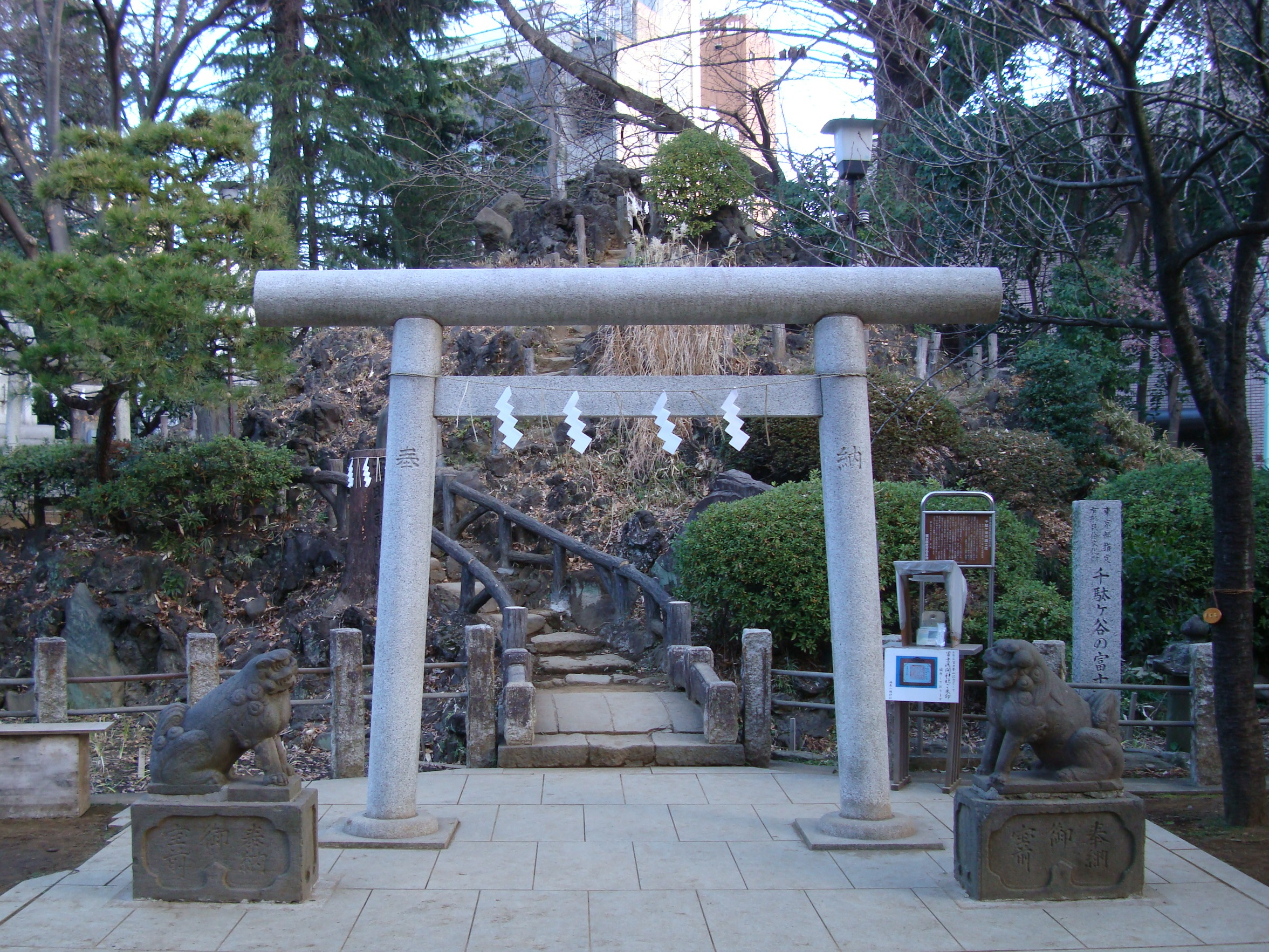
鳩森八幡神社の千駄ヶ谷富士 当時の場所に現存する最古の富士塚 ※都指定有形民俗文化財
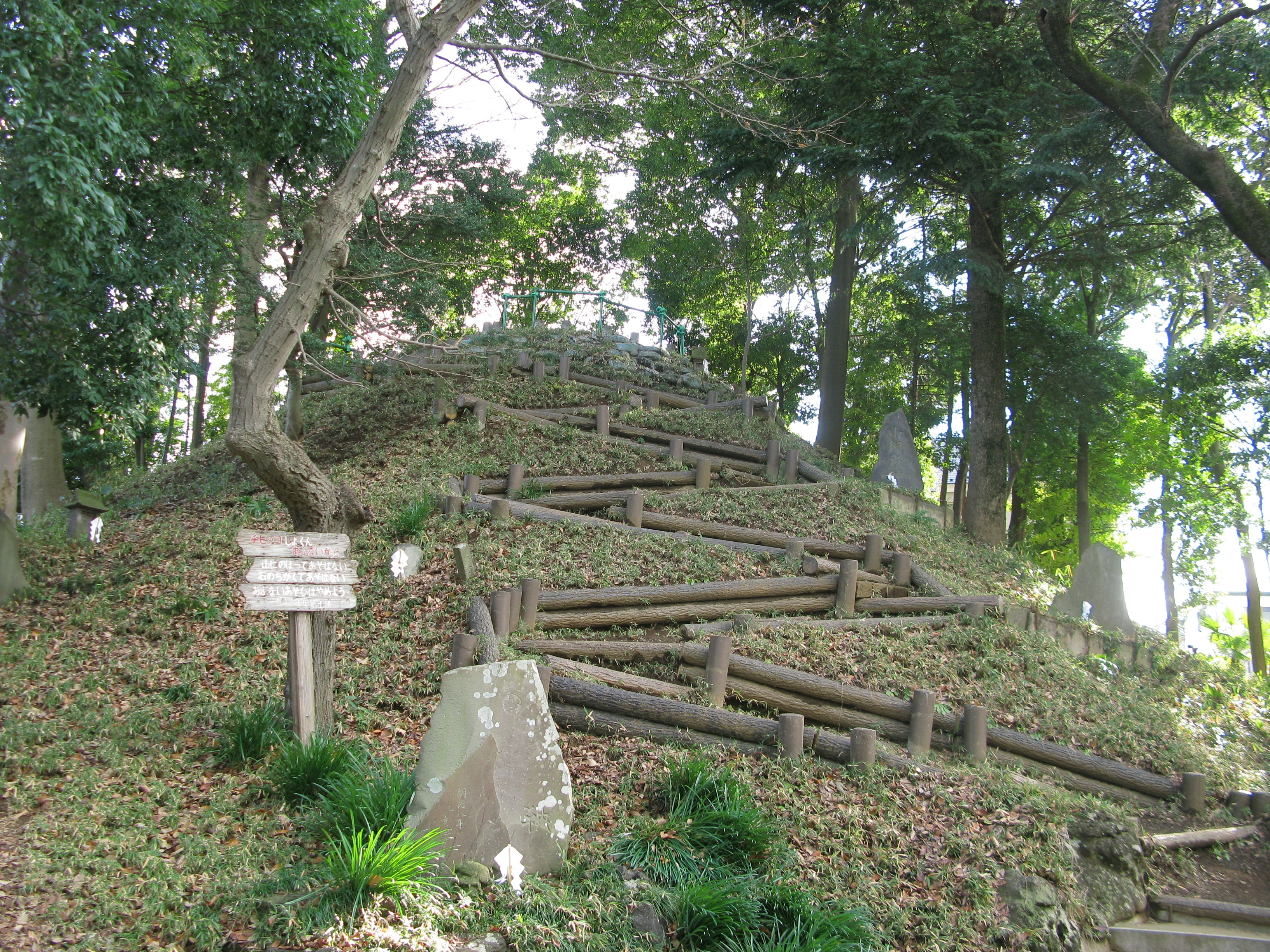
清瀬市の中里富士 ※都指定有形民俗文化財
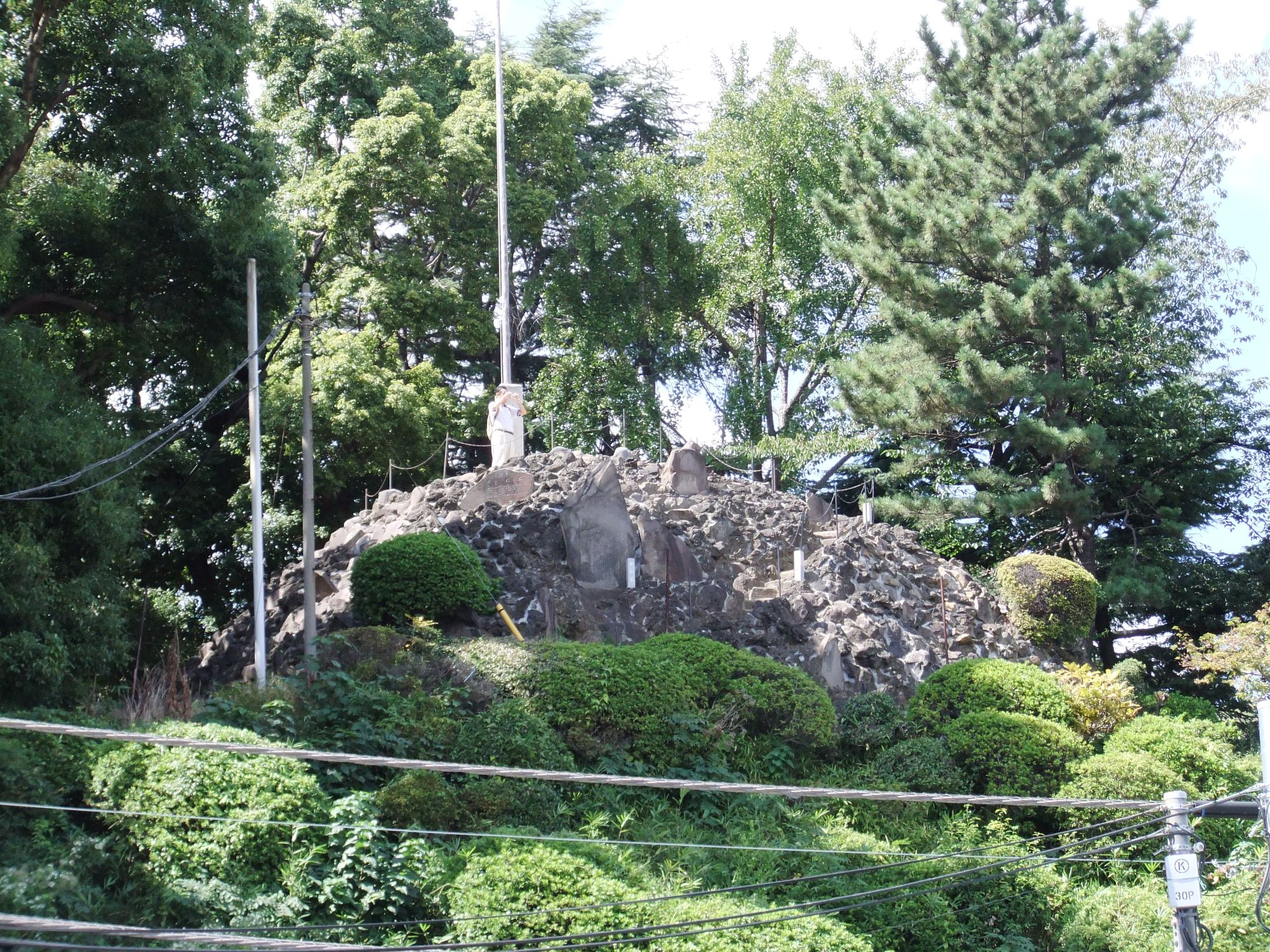
品川神社の品川富士 高さは15mと都内のものでは最大
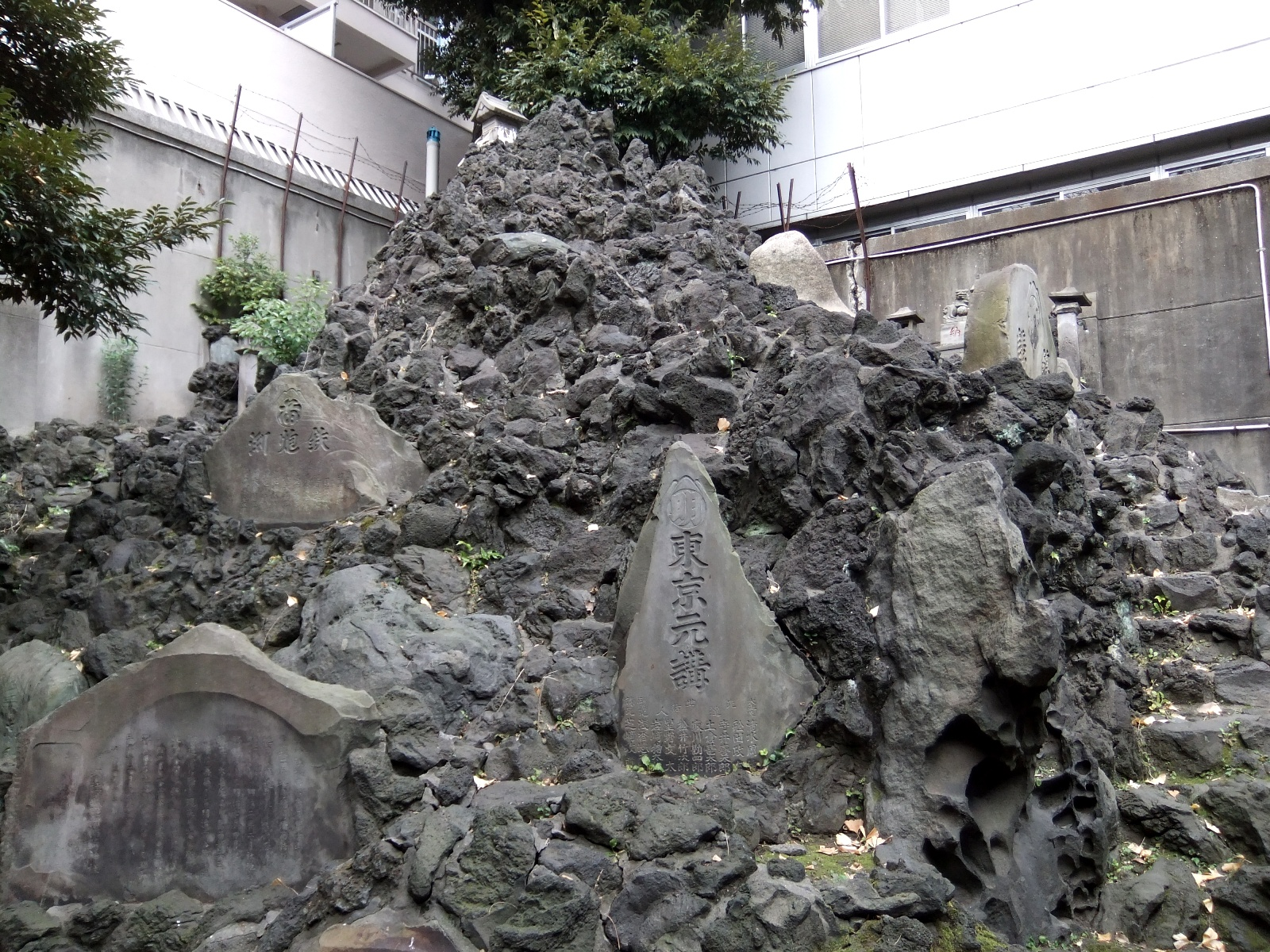
鉄砲洲稲荷神社の鉄砲洲富士
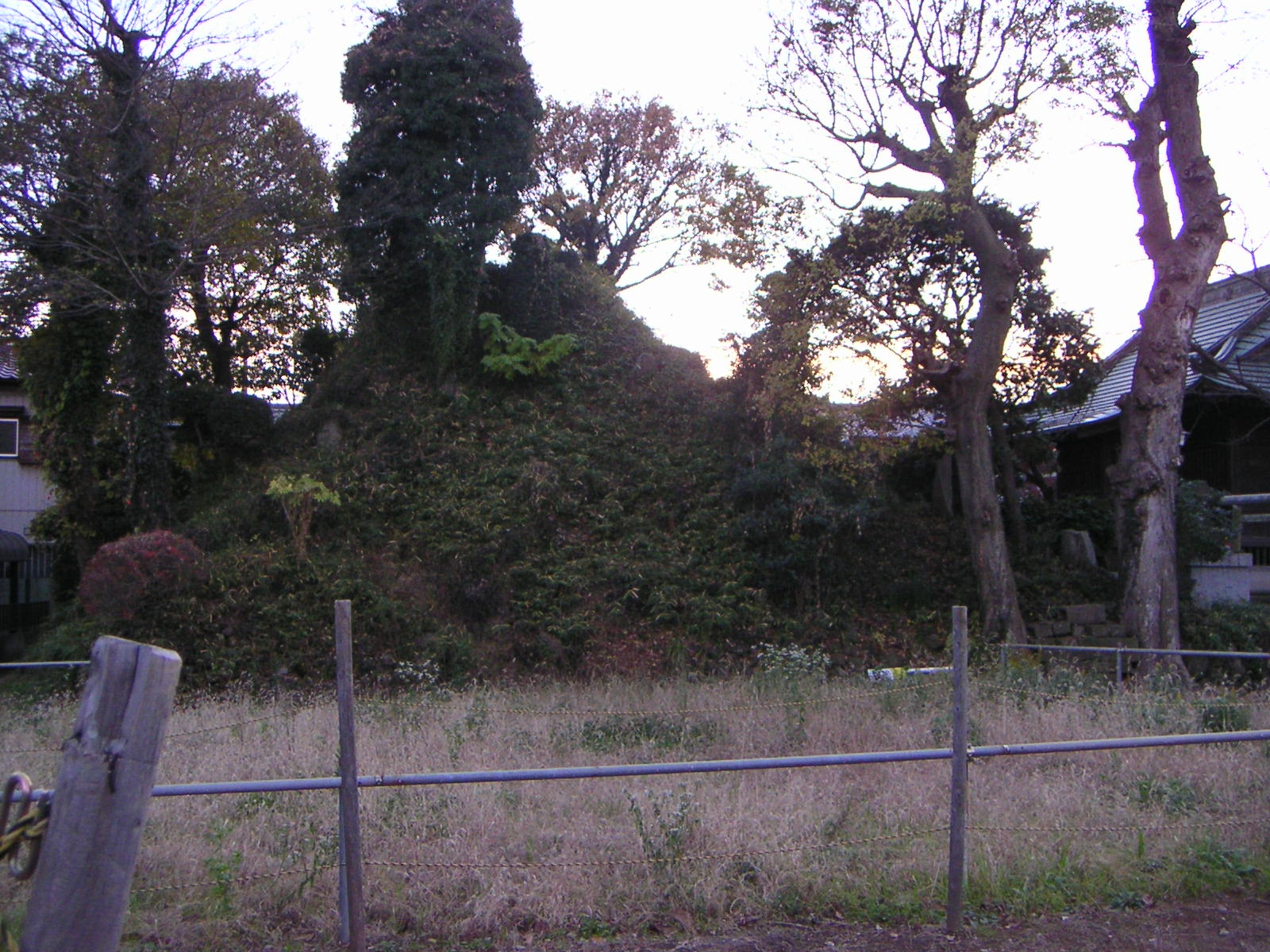
浅間神社（千葉県流山市）の流山富士
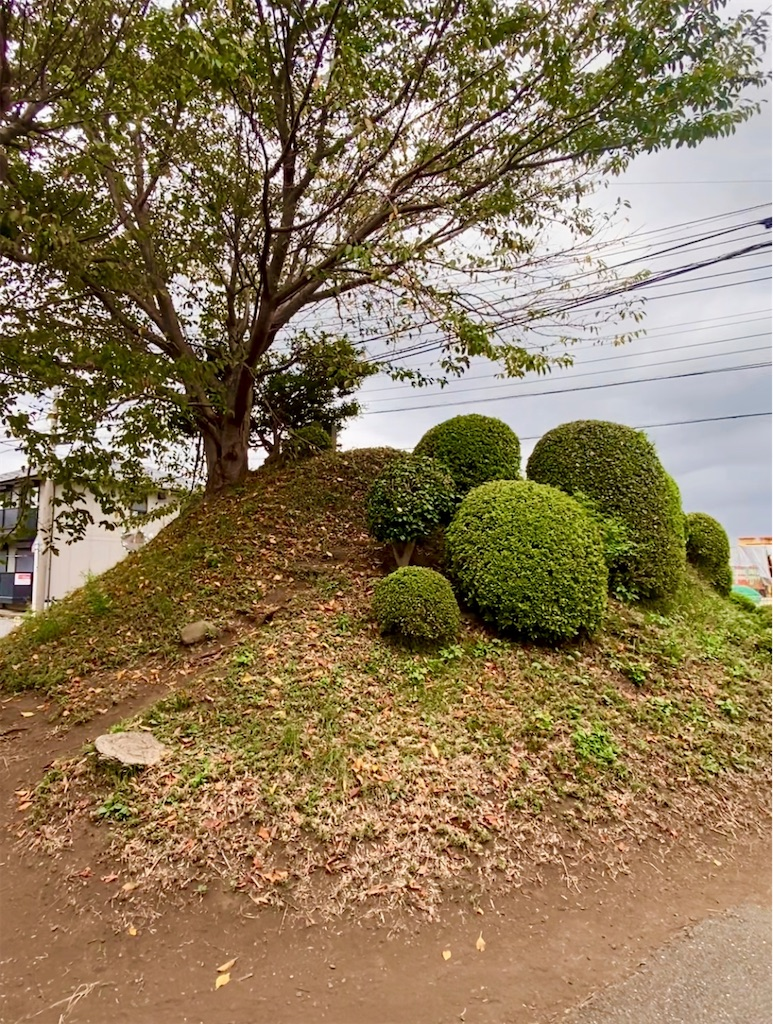
横浜市港北区の羽沢富士
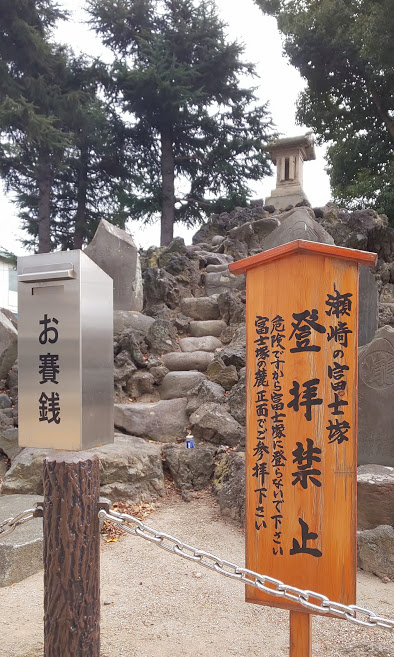
浅間神社（草加市瀬崎）の瀬崎の富士塚